# Гармоні (Мен)
Гармоні (англ. Harmony) — місто (англ. town) в США, в окрузі Сомерсет штату Мен. Населення — 825 осіб (2020).

## Демографія
Згідно з переписом 2010 року, у місті мешкало 939 осіб у 399 домогосподарствах у складі 273 родин. Було 608 помешкань
Расовий склад населення:
| - 96,5 % — білих - 0,7 % — азіатів - 0,4 % — корінних американців - 0,1 % — чорних або афроамериканців |

До двох чи більше рас належало 1,9 %. Частка іспаномовних становила 0,5 % від усіх жителів.
За віковим діапазоном населення розподілялося таким чином: 19,1 % — особи молодші 18 років, 60,0 % — особи у віці 18—64 років, 20,9 % — особи у віці 65 років та старші. Медіана віку мешканця становила 49,4 року. На 100 осіб жіночої статі у місті припадало 100,2 чоловіків;  на 100 жінок у віці від 18 років та старших — 100,0 чоловіків також старших 18 років.
Середній дохід на одне домашнє господарство  становив 43 829 доларів США (медіана — 31 250), а середній дохід на одну сім'ю — 53 414 долари (медіана — 35 721). Медіана доходів становила 32 875 доларів для чоловіків та 27 417 доларів для жінок. За межею бідності перебувало 13,2 % осіб, у тому числі 11,2 % дітей у віці до 18 років та 17,2 % осіб у віці 65 років та старших.
Цивільне працевлаштоване населення становило 337 осіб. Основні галузі зайнятості: освіта, охорона здоров'я та соціальна допомога — 23,1 %, роздрібна торгівля — 20,8 %, виробництво — 13,9 %, науковці, спеціалісти, менеджери — 11,0 %.